# Juozas Jagelavičius

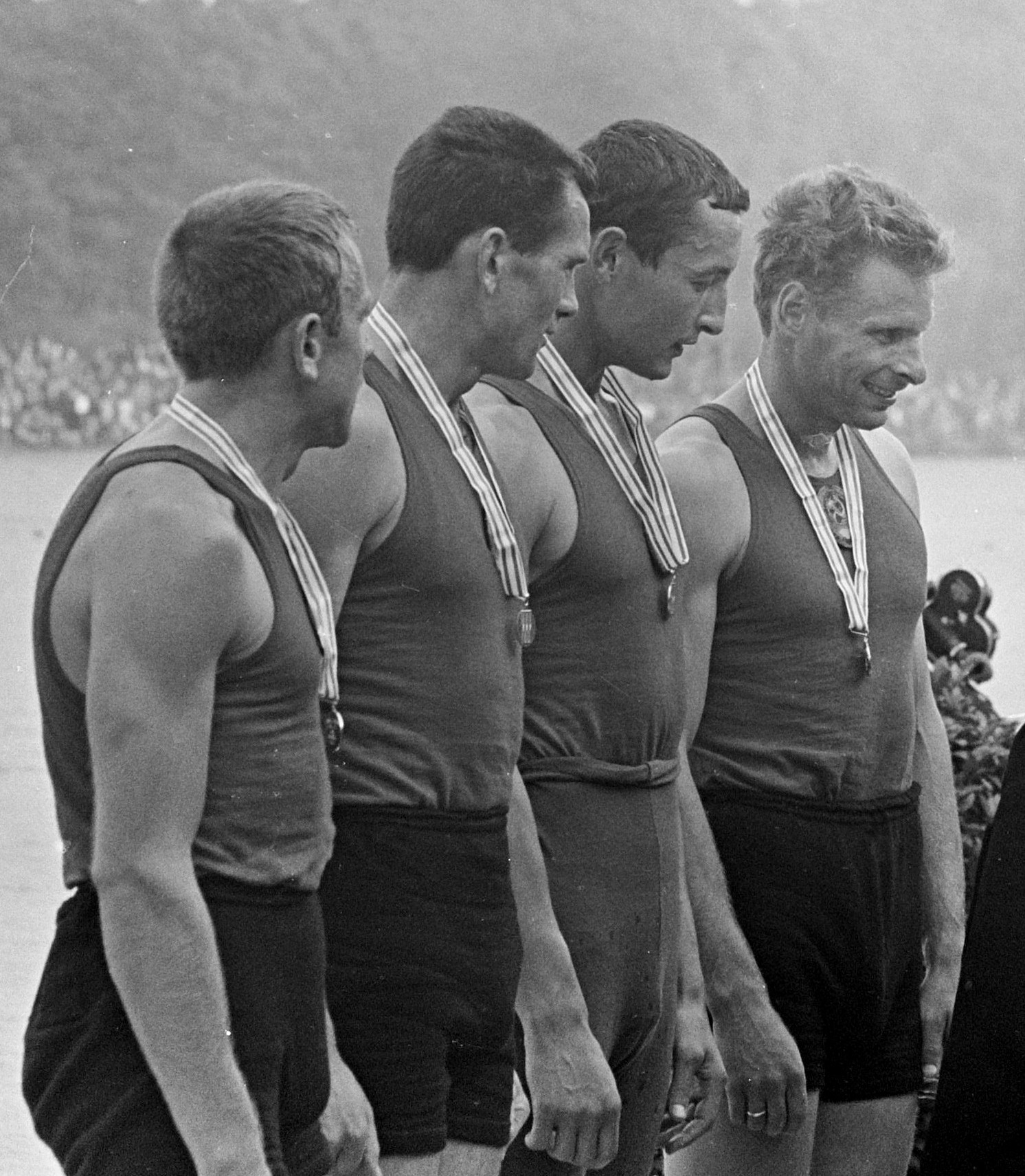
V. l. n. r.: Zigmas Jukna, Antanas Bagdonavičius, Wolodymyr Sterlyk und Juozas Jagelavičius bei der Siegerehrung als Europameister im Vierer ohne Steuermann 1965

Juozas Jagelavičius, in deutschen Quellen auch Josanas Jagelavičius (russisch Йозас Александрович Ягелавичюс; * 12. Januar 1939 in Džiuginėnai, Rajongemeinde Telšiai, Litauen; † 17. Juni 2000 in Vilnius, Litauische SSR) war ein sowjetischer Ruderer.

## Sportliche Karriere
Seine erste internationale Medaille gewann der 1,87 m große Juozas Jagelavičius von Žalgiris Vilnius bei den ersten Ruder-Weltmeisterschaften, die 1962 in Luzern ausgetragen wurden. Mit dem sowjetischen Achter belegte er den zweiten Platz hinter dem Deutschland-Achter. Auch bei den Ruder-Europameisterschaften 1963 und 1964 gewann der sowjetische Achter die Silbermedaille hinter den Deutschen. Mit dem fünften Platz im Achter waren die Olympischen Spiele 1964 für Jagelavičius die einzige medaillenlose internationale Rudermeisterschaft bis 1969.
1965 wechselten Wolodymyr Sterlyk, Antanas Bagdonavičius, Zigmas Jukna und Juozas Jagelavičius aus dem Achter in den Vierer ohne Steuermann und gewannen in dieser Bootsklasse Gold bei den Europameisterschaften 1965 und Weltmeisterschaftssilber 1966 hinter dem Boot aus der DDR. 1967 gewannen die vier Ruderer mit Steuermann Juri Lorenzson die Europameisterschaft im Vierer mit Steuermann. Nach Bronze im Achter hinter dem Deutschland-Achter und den Australiern bei den Olympischen Spielen 1968 gewann Jagelavičius 1969 noch einmal Europameisterschaftssilber hinter dem DDR-Achter.

## Internationale Medaillen
(OS = Olympische Spiele, WM = Weltmeisterschaften, EM = Europameisterschaften)
- WM 1962: Silber im Achter (Ričardas Vaitkevičius, Antanas Bagdonavičius, Zigmas Jukna, Wiktor Semjonow, Vytautas Briedis, Patras Karla, Jaroslaw Tscherstwy, Juozas Jagelavičius und Steuermann Juri Lorenzson)
- EM 1963: Silber im Achter (Ričardas Vaitkevičius, Antanas Bagdonavičius, Zigmas Jukna, Juri Suslin, Wolodymyr Sterlyk, Patras Karla, Vytautas Briedis, Juozas Jagelavičius und Steuermann Juri Lorenzson)[1]
- EM 1964: Silber im Achter (Ričardas Vaitkevičius, Antanas Bagdonavičius, Zigmas Jukna, Juri Suslin, Wolodymyr Sterlyk, Patras Karla, Vytautas Briedis, Juozas Jagelavičius und Steuermann Juri Lorenzson)
- EM 1965: Gold im Vierer ohne Steuermann (Wolodymyr Sterlyk, Antanas Bagdonavičius, Zigmas Jukna, Juozas Jagelavičius)[2]
- WM 1966: Silber im Vierer ohne Steuermann (Zigmas Jukna, Antanas Bagdonavičius, Wolodymyr Sterlyk, Juozas Jagelavičius)
- EM 1967: Gold im Vierer mit Steuermann (Zigmas Jukna, Antanas Bagdonavičius, Wolodymyr Sterlyk, Juozas Jagelavičius und Steuermann Juri Lorenzon)[3]
- OS 1968: Bronze im Achter (Zigmas Jukna, Antanas Bagdonavičius, Wolodymyr Sterlyk, Juozas Jagelavičius, Vytautas Briedis, Walentyn Krawtschuk, Alexander Martyschkin, Wiktor Suslin und Steuermann Juri Lorenzson)
- EM 1969: Silber im Achter (Zigmas Jukna, Wladimir Jesinow, Wolodymyr Sterlyk, Juozas Jagelavičius, Ludas Subačius, Alexander Hamin, Anatoli Tkatschuk, Witali Kurdtschenko und Steuermann Igor Rudakow)